# مهدی عراقی
مهدی عراقی (۱۶ شهریور ۱۳۰۹ – ۴ شهریور ۱۳۵۸) فعال و مبارز سیاسی ایرانی، عضو گروه فدائیان اسلام، از بنیان‌گذاران حزب موتلفه اسلامی، از عاملان ترور نخست‌وزیر حسنعلی منصور و اولین مسئول زندان قصر در دورهٔ جمهوری اسلامی بود. گروه فرقان او را در سال ۱۳۵۸ ترور کرد که منجر به مرگ وی شد .

## سوابق
او و برخی از اعضای هیئت‌های موتلفه اسلامی در ترور حسنعلی منصور نخست‌وزیر ایران شرکت داشتند.
در جریان بازداشت سید مجتبی نواب صفوی در سال ۱۳۳۰ مهدی عراقی به همراه ۵۲ نفر دیگر معترضانه وارد زندان قصر شدند و در محوطه آن متحصن شدند. آنان پس از تسخیر بند، حفاظت از زندانیان را به عهده گرفتند و اعلام داشتند تا تعیین تکلیف در زندان خواهند ماند. بعد از مدتی رژیم با همکاری اعضای حزب توده ایران که در داخل زندان بودند موفق به یورش به داخل زندان شد و پس از مضروب کردن افراد، آنان را با دستبند و پابند دستگیر کرد. در این مرحله مهدی عراقی نیز گرفتار شد و تا ۲۵ تیر ۱۳۳۱ به مدت ۶ ماه در زندان باقی ماند.
عراقی با اوج گرفتن جریان انقلاب به توصیه بهشتی برای سر و سامان دادن به وضع محل اسکان سید روح‌الله خمینی رهسپار نوفل‌لوشاتو در پاریس شد. او مدیریت داخلی بیت خمینی را بر عهده گرفت و سپس به توصیه مشارٌ‌الیه برای سازماندهی تظاهرات تاسوعا و عاشورای ۱۳۵۷ به تهران بازگشت. او پس از انجام موفقیت‌آمیز این تظاهرات مجدداً رهسپار فرانسه شد و سپس همراه خمینی به تهران بازگشت.

## پس از انقلاب ۵۷
مهدی عراقی پس از استقرار حکومت جمهوری اسلامی اولین مسئول زندان قصر تهران بود که خود به تازگی از آن آزاد شده بود. وی سپس به ریاست شورای مرکزی بنیاد مستضعفان درآمد و در همین سمت بود که مدتی سرپرستی امور مالی روزنامه کیهان را بر عهده گرفت. مهدی عراقی مدیر مالی مؤسسه و حسین مهدیان مدیر کل آن بود.

## ترور
گروه فرقان در همان سال اول حکومت جمهوری اسلامی، در ۴ شهریور ۱۳۵۸، مهدی عراقی و پسرش حسام عراقی را ترور کرد.
این اقدام در ساعت ۷ صبح، در خیابان زمرد که خانه حسین مهدیان در آنجا قرار دارد و در زمانی که آن‌ها عازم محل کار خود در مؤسسه کیهان بودند، صورت گرفت. اعضای فرقان که سوار یک موتور هوندا بودند، به محض مشاهده خودروی حامل آن‌ها از کمین‌گاه بیرون آمدند و سرنشینان آن را به رگبار اسلحه یوزی بستند.
گلوله‌ای که به گردن مهدی عراقی اصابت کرد موجب مرگ سریع وی شد ولی مردم دو مجروح دیگر را به بیمارستان ایران‌مهر قلهک انتقال دادند. حسام عراقی فرزند مهدی عراقی در بین راه فوت کرد ولی حسین مهدیان که هدف اصلی ترور بود تحت عمل جراحی قرار گرفت و زنده ماند.
به گفته برخی از اهالی محل، موتورسواران مشکوکی از چندین روز قبل در محل رفت‌وآمد می‌کردند، ضمناً در روز حادثه افرادی که در یک پژوی سفید رنگ بودند، خیابان‌هایی را برای اجرای دقیق ترور بسته بودند.
جسد مهدی عراقی و پسرش حسام به حسینیه ارشاد و سپس به دستور روح‌الله خمینی به قم منتقل شد. روح‌الله خمینی نیز از میدان سعیدی تا نزدیک صحن فاطمه معصومه در تشییع شرکت کرد. جسد مهدی عراقی در قم در جوار حرم معصومه دفن شد.
گروه فرقان یکی از گروه‌های مبارز علیه سرنگونی شاه بود که پس از انقلاب ۱۳۵۷ نیز به دلیل آنچه انحراف در افکار برخی مسئولان نظام می‌خواند دست به ترور برخی آنها زد که از آن جمله می‌توان به ترور مرتضی مطهری ، محمد مفتح و سپهبد قرنی اشاره نمود.